# Wiktor Petrowitsch Sawinych
Wiktor Petrowitsch Sawinych (russisch Виктор Петрович Савиных, wiss. Transliteration Viktor Petrovič Savinych; * 7. März 1940 in Berjoskiny, Oblast Kirow, Russische SFSR) ist Ingenieur und ehemaliger sowjetischer Kosmonaut.

## Leben
Wiktor Sawinych absolvierte 1969 die Moskauer Hochschule für Geodäsie, Luftbildaufnahmen und Kartographie als Ingenieur. Die Staatliche Zwischenbehördliche Kommission wählte ihn in Absprache mit NPO Energija zum Kosmonauten aus. Seinen ersten Flug unternahm Sawinych als Bordingenieur der sechsten Stammbesatzung von Saljut 6; sein Zubringerraumschiff war die Sojus T-4. Nachdem er 1985 zum Kandidaten der technischen Wissenschaften promoviert wurde, flog Sawinych als Mitglied der vierten Stammbesatzung mit Sojus T-13 zur Raumstation Saljut 7, wobei er wieder den Posten des Bordingenieurs innehatte. Am 2. August 1985 installierte er während einer fünfstündigen Außenbordtätigkeit eine fünfte und sechste Solarzelle an der Station. Sawinych kehrte mit Sojus T-14 zur Erde zurück. 
Dieser Einsatz wird im Film Salyut-7 dramaturgisiert.
Seinen letzten Raumflug unternahm er 1988 mit Sojus TM-5 wiederum als Bordingenieur. Wiktor Sawinych schied am 9. September 1989 aus dem Kosmonautenkorps aus.
Sawinych ist Autor einer Reihe von Lehrbüchern, Monografien und Artikeln, die sich mit Fragen der Fernerkundung der Erde aus dem Kosmos beschäftigen. Er schrieb auch populärwissenschaftliche Bücher über den Kosmos und ist Mitglied des Schriftstellerverbandes. 1990 habilitierte Sawinych zum Doktor der technischen Wissenschaften. Von 1988 bis 2007 war er Rektor der Hochschule für Geodäsie, Luftbildaufnahmen und Kartographie in Moskau, die unter seiner Leitung zur Universität für Geodäsie und Kartographie erhoben wurde. Seit 2007 ist er deren Präsident. Er ist auch Präsident der Assoziation russischer Hochschulen. 2006 wurde er korrespondierendes und 2019 volles Mitglied der Russischen Akademie der Wissenschaften.
Er ist Ehrenbürger der Städte Kaluga, Perm und Kirow (Russland), Schesqasghan (Kasachstan), Ulan Bator und Darchan (beide Mongolei).
Er ist zweifacher Held der Sowjetunion und dreifacher Träger des Leninordens sowie weiterer nationaler und internationaler Auszeichnungen.
Am 21. Juli 2005 wurde der Asteroid (6890) Savinykh nach ihm benannt.
Sawinych ist verheiratet und hat ein Kind.